# UFC 200
UFC 200: Tate vs. Nunes foi um evento histórico de artes marciais mistas, promovido pelo Ultimate Fighting Championship, ocorrido em 9 de julho de 2016 na T-Mobile Arena, em Las Vegas, Nevada nos Estados Unidos.

## Background
Foi o primeiro evento do UFC na moderna T-Mobile Arena.
A luta principal, era prevista para ser a revanche entre Nate Diaz e o atual campeão dos Penas Conor McGregor, no entanto o irlandês descumpriu várias condições do UFC e, por insubordinação, foi sacado do card do evento. 
José Aldo era esperado para fazer a revanche contra Frankie Edgar, pelo Cinturão Peso Pena Interino do UFC, sendo que, na primeira luta entre eles, no UFC 156, o brasileiro havia sido o vencedor por pontos.
Miesha Tate era esperada para defender o Cinturão Peso Galo Feminino do UFC, contra a brasileira Amanda Nunes.
Gegard Mousasi era esperado para enfrentar Derek Brunson, mas, por conta de uma lesão, Brunson teve que ser retirado do card, sendo substituído por Thiago Marreta.
Jon Jones era esperado para a revanche contra Daniel Cormier, na disputa pelo cinturão dos Meio-Pesados, mas Jones caiu no exame antidoping.
Um dia após a saída de Jon Jones do card, o UFC anuncia Anderson Silva para luta contra Daniel Cormier. O combate foi realizado no peso meio pesado, até 93Kg, no entanto, o cinturão oficial não foi posto em jogo.

## Card Oficial
Nota 1 Pelo Cinturão Peso Galo Feminino do UFC.

Nota 2 Havia sido vitória de Brock Lesnar por decisão unânime, porém Lesnar falhou no anti-doping e o resultado foi alterado para No Contest.

Nota 3 Luta não válida pelo título. 

Nota 4 Pelo Cinturão Peso Pena Interino do UFC.

## Bônus da Noite
Os lutadores receberam $50.000 de bônus
- Luta da Noite: Não houve lutas premiadas
- Performance da Noite:  Amanda Nunes,  Cain Velasquez,  Joe Lauzon e  Gegard Mousasi